# Bota de Oro 1995-96
La Bota de Oro 1995-96 fue un premio entregado por la European Sports Magazines al futbolista que logró la mayor cantidad de goles en la temporada europea.
El ganador de este premio fue el jugador Georgiano Zviad Endeladze por haber conseguido 40 goles en la Umaglesi Liga. Endeladze ganó el premio cuando jugaba para el FC Margveti Zestafoni.

## Resultados
| Posición | Futbolista         | Club                  | Campeonato        | Goles |
| -------- | ------------------ | --------------------- | ----------------- | ----- |
| 1        | Zviad Endeladze    | FC Margveti Zestafoni | Umaglesi Liga     | 40    |
| 2        | Ken McKenna        | Conwy Borough F.C.    | Cymru Alliance    | 38    |
| 3        | Vladimir Gavriliuc | FC Zimbru Chișinău    | Divizia Națională | 34    |